# Fältgökbi
Fältgökbi (Nomada subcornuta) är en stekelart som först beskrevs av Kirby 1802.  Fältgökbi ingår i släktet gökbin och familjen långtungebin.

## Beskrivning
Ett bi med mycket varierande färgteckning. Mellankroppen är vanligen svart med två gula eller röda fläckar på den bakre delen och gula eller röda fält vid vingfästena, skulderhörnen och ofta även på den främre, övre delen. Benen och antennerna är främst röda till rödgula, med en del svarta eller mörkbruna partier. Bakkroppen är svart med gula och delvis även röda teckningar. På tergit 2 och 3 finns stora, men vanligen skilda, gula fläckar på sidorna. På de efterföljande tergiterna är dessa sammansmälta till tvärband (på tergit 4 kan detta dock vara avbrutet på ett litet parti i mitten). Arten är liten, med en kroppslängd vanligen på 10 till 11 mm. Det finns dock ännu mindre former, med en längd på endast 8 mm; dessa brukar ha en mörkare färgteckning. Gullgökbi är en förväxlingsart.

## Taxonomi
Taxonomin är omdebatterad; tidigare ifrågasattes fältgökbiets artstatus, det betraktades av vissa auktoriteter som en underart till gullgökbi (Nomada fulvicornis). Numera, efter en DNA-analys 2010, har det fastställts att fältgökbiet är en god art. Däremot har det påträffats flera former av biet som kan komma att få egen artstatus.

## Ekologi
Fältgökbiet bygger inga egna bon, utan larven lever som boparasit hos sotsandbi. I den norra delen av artens svenska utbredningsområde förekommer inga sotsandbin, så där måste värdarten vara en annan, ännu okänd art. Arten föredrar habitat som blomrika marker som torrängar på sandjord, magra åkervallar, trädesåkrar och sandhedar. Den flyger från mitten av juni till juli, ibland in i augusti.

## Utbredning
Artens europeiska utbredning är osäker på grund av den taxonomiska tveksamheten (se ovan), men man antar att den omfattar Mellan- och Sydeuropa inklusive Brittiska öarna.
I Sverige förekommer arten dels i ett sydligt område som omfattar Skåne, Blekinge, Småland och Öland, dels ett nordligt från norra Östergötland och områdena kring Mälaren. Den senare, nordliga populationen kan emellertid komma att betraktas som en egen art.
Fältgökbiet förekommer sällsynt även i Finland, framför allt i söder, sedan 1950 främst Nyland, Satakunta och Södra Savolax. Norrut når den till Norra Karelen.
Arten finns även Danmark samt i Norge, där den endast påträffats en gång.

## Status
Fältgökbiet är ett sällsynt bi: I både Sverige och Finland är arten rödlistad som sårbar ("VU"). I Norge är den rödlistad som akut hotad ("CR"). Främsta orsaken är habitatförlust, både genom moderniseringen av jordbruket med storskalighet inom skogsjordbruket och övergödning samt genom förändringar i hävden av sandmarker (som beläggningsarbeten av sandvägar).